# Dziennik z getta warszawskiego
Dziennik z getta warszawskiego – dziennik autorstwa Mary Berg (Miriam Wattenberg) opisujący życie codzienne w warszawskim getcie podczas niemieckiej, nazistowskiej okupacji Polski.
Mary Berg była 15-letnią dziewczyną żydowską, kiedy została zamknięta w getcie wraz z całą rodziną. W 1943, jako obywatelka amerykańska, została przewieziona do Francji, a w 1944 wyjechała do USA, w drodze wymiany na Niemców internowanych wówczas w Stanach Zjednoczonych. Jej dziennik został opublikowany w USA w 1945 i stanowił jedną z pierwszych relacji naocznego świadka holocaustu. Przez dwa lata Berg zapisywała informacje na temat codzienności w getcie: cen jedzenia, warunków życia, działalności kulturalnej, nastrojów więzionych Żydów, a także stopniowej degeneracji dzielnicy żydowskiej. Sama, jako obywatelka amerykańska, więziona była w nieco lepszych warunkach niż większość społeczności dzielnicy, m.in. posiadała lepsze mieszkanie, nie musiała pracować i nosić opaski z gwiazdą Dawida. Uniknęła zagłady w obozie w Treblince, bo przed wielką akcją deportacyjną została internowana na Pawiaku, a potem opuściła okupowane tereny Polski. W „Dzienniku” opisała też codzienność nazistowskiego więzienia na Pawiaku. 
Podczas pobytu we Francji kontynuowała pisanie Dziennika, korzystając z informacji dostarczanych do Vittel przez innych przewożonych do Francji Żydów z obywatelstwem amerykańskim. Od tego momentu Dziennik nie oddaje już dokładnie sytuacji w getcie, zawierając opinie nie zawsze w pełni zgodne z faktami.
W Polsce Dziennik ukazał się w 1983, w 40. rocznicę powstania w getcie warszawskim. Wydała go spółdzielnia „Czytelnik” (269 stron, nakład - 30.320 egzemplarzy).